# 粉蚧耳霉
粉蚧耳霉（学名：Conidiobolus pseudococci）是属于虫霉目新月霉科耳霉属的一种真菌，寄生在同翅目昆虫上。该种分布于中国、美国。